# Victoria Coren Mitchell
Victoria Elizabeth Coren Mitchell (Londen, 18 augustus 1972) is een Engelse schrijfster, presentatrice en professioneel pokerspeelster. Coren Mitchell schrijft wekelijkse columns voor The Telegraph en is sinds 2008 presentatrice van de BBC-tv-quiz Only Connect .

## Jeugd
Victoria Elizabeth Coren werd geboren in Hammersmith, West-Londen als de enige dochter van de humorist en journalist Alan Coren en zijn vrouw, Anne Kasriel. Haar vader is opgegroeid in een orthodox-joods huishouden. Coren groeide op in Cricklewood, Noord-Londen, met haar oudere broer, journalist Giles Coren. Ze is familie van de Canadese journalist Michael Coren.
Coren Mitchell ging naar particuliere scholen, waaronder St Paul's Girls' School en studeerde Engels aan het St John's College, Oxford.

## Schrijven
Toen Coren Mitchell 14 was, publiceerde ze een kort verhaal onder een pseudoniem in het tijdschrift Just Seventeen en won vervolgens een wedstrijd in The Daily Telegraph om een column over het tienerleven te schrijven voor hun 'Weekend'-sectie, die ze een aantal jaren bleef schrijven.
Haar boeken omvatten Love 16 en Once More, with Feeling, over haar poging (met co-auteur Charlie Skelton) om "de beste pornofilm ooit" te maken. Hun baan bij het beoordelen van pornofilms voor de Erotic Review bracht hen ertoe te geloven dat het meeste van wat ze keken verschrikkelijk was en dat ze zelf betere films konden maken.
Ze paste de krantencolumns van John Diamond aan tot een toneelstuk genaamd A Lump in my Throat, dat werd opgevoerd tijdens het Edinburgh Festival 2000 in de Assembly Rooms, het Grace Theatre en het New End Theatre in Londen, voordat ze het opnieuw aanpaste voor een BBC Two docudrama met Neil Pearson, uitgezonden in 2001.
Victoria en Giles Coren schreven een inleiding voor Chocolate and Cuckoo Clocks een bloemlezing van de beste stripverhalen van hun vader Alan, gepubliceerd door Canongate in oktober 2008.
Haar poker memoires For Richer, For Poorer: A Love Affair with Poker (de ondertitel veranderde in Confessions of a Player toen het in 2011 in paperback werd uitgebracht) werd in september 2009 gepubliceerd en werd goed besproken in The Times en The Observer.

## Ormerod hoax
In 2007, na de dood van haar vader, nadat ze in The Times een bericht had geplaatst waarin ze degenen die hem kenden uitnodigde om een dienst bij te wonen, werd ze gewaarschuwd door een vriend dat een 'bende seriële begrafenis crashers' in het zuiden van Engeland bezig was om overlijdensberichten van begrafenissen en herdenkingsdiensten te vinden om te crashen voor hun eigen plezier. Nadat ze een aantal verdachte e-mailreacties op haar kennisgeving had ontvangen, zette ze een hoax uit om de groep in de val te lokken. Ze creëerde "Sir William Ormerod" en plaatste een overlijdensbericht. Een week later plaatste ze nog een bericht in The Times "in de gedaante van zijn rouwende vriend Peter" voor zijn herdenkingsdienst "gevolgd door een borrel". Ze meldde dat de groep naar behoren beweerde Ormerod te hebben gekend en kaartjes had aangevraagd.
Nadat ze eerst had voorgesteld de herdenkingsdienst te houden en laxeermiddel in de hapjes te doen, liet ze een vriend de leider bellen (een seriële fraudeur en ex-magistraat) om te laten weten dat ze wist wie ze waren en dat hij niet welkom was. Ze liet de anderen van de bende wel naar de dienst van haar vader komen, "gaf ze te drinken en stuurde ze weg". Ze heeft artikelen geschreven in The Observer and Guardian over haar ervaringen.

## Poker
Coren Mitchell was de eerste vrouw die een evenement won tijdens de European Poker Tour, de eerste speler die zowel een professioneel toernooi op televisie (EPT Londen 2006) als een toernooi met beroemdheden op televisie (Celebrity Poker Club 2005) won, en de eerste speler die twee van de belangrijkste evenementen van de European Poker Tour won (EPT Londen 2006 en EPT Sanremo 2014). Ze speelt vaak Texas hold 'em in het Victoria Casino in Edgware Road in Londen. Als commentator/presentator, heeft ze Late Night Poker en The Poker Nations Cup voor Channel 4 en World Poker Tour voor ITV2 gepresenteerd, en gaf commentaar op de Monte Carlo EPT, Grosvenor UK Poker Tour (Channel 4), Ultimate Poker Challenge (Channel 5) en William Hill Poker Grand Prix 2 (Sky Sports). 
Tijdens haar pokercarrière is Coren Mitchell een goede vriend geworden van The Hendon Mob en mixt ze wekelijkse thuiswedstrijden met regelmatige bezoeken aan twee reguliere casino's. Ze verscheen in vijf afleveringen van Late Night Poker, hoewel ze nooit een grote finale heeft gehaald. Echter, in Late Night Poker 's spin-off Celebrity Poker Club, versloeg ze Willie Thorne in de grote finale van serie twee voordat ze Jesse May vergezelde als commentator in serie drie. In het Hold-Em 100-toernooi van 2003 in Londen was ze gastdealer aan de finaletafel.
Op 24 september 2006 won Coren Mitchell het hoofdevenement van de European Poker Tour London door de Australische professional Emad Tahtouh te verslaan. Ze won hiermee een prijs van £500.000 (ongeveer €591.000). Op 20 november 2011 eindigde ze als tweede in het inaugurele The Table World Championship van de International Federation of Poker en verloor uiteindelijk heads-up met de 29-jarige Spanjaard Raul Mestre. Ze ontving $100.000 (ongeveer €97.000) voor de tweede plaats, waarvan ze $10.000 schonk aan Age UK. In april 2014 won ze het hoofdevenement van de European Poker Tour San Remo, waarmee ze €476.100 verdiende en ze werd de eerste speler die twee EPT-titels won. Sinds 2018 bedragen haar totale winsten in live toernooien meer dan $2.470.000 (ongeveer €2.408.000).
Ze is lid geweest van Team PokerStars Pro, maar in november 2014 trok ze, een paar uur nadat PokerStars had aangekondigd een online casino te beginnen, haar lidmaatschap in. Ze zei dat ze zich ongemakkelijk voelde over mogelijke verslavingen aan een site waar de kans in het voordeel van de operator is en dat ze niet geassocieerd wilde worden met een dergelijke operatie.
Coren Mitchell heeft gezegd dat ze regelmatig tot 6 uur opblijft: "Om te roken en drinken en gokken. Maar ik hou ook van koken en tuinieren, waardoor ik klink als een heel vreemde mix van een oude dame en een tienerjongen. " Toen ze hierover in 2012 werd gevraagd, zei ze: "Het is nog steeds waar. Ik zal ooit volwassen worden, maar nu nog niet helemaal."
Coren Mitchell werd in 2016 opgenomen in de Women in Poker Hall of Fame.

## Privéleven
Op 20 maart 2012 kondigde Coren haar verloving aan met acteur en komiek David Mitchell. Volgens Mitchell ontmoetten ze elkaar voor het eerst bij een filmpremière in 2007, maar begonnen ze pas drie jaar later te daten. Het stel trouwde in november 2012 in Noord-Londen en hun dochter werd geboren in mei 2015.

## Televisie- en radio-optredens
| Show                                                                       | Rol                | Van         | Tot         |
| -------------------------------------------------------------------------- | ------------------ | ----------- | ----------- |
| BBC The One Show                                                           | Gast               | 7 nov 2019  | 7 nov 2019  |
| Off the Page: Radio 4                                                      | Presentatrice      |             |             |
| Fourth Column: Radio 4                                                     | Presentatrice      |             |             |
| 100%                                                                       | Artiest            | 1992        | 1992        |
| The Pedants' Revolt                                                        | Gast               | 2004        | 2004        |
| I Love the 80s                                                             | Gast               | 2001        | 2001        |
| Double Entry                                                               | Jury               | 2003        | 2003        |
| Balderdash and Piffle                                                      | Presentatrice      | 2006        | 2007        |
| Only Connect                                                               | Presentatrice      | 2008        | heden       |
| Heresy                                                                     | Presentatrice      | 2008        | heden       |
| You Have Been Watching                                                     | Gast               | 2009        | 2010        |
| The Wright Stuff                                                           | Gast panellid      | 2009        | 2010        |
| The Bubble                                                                 | Gast panellid      | 2010        | 2010        |
| Question Time                                                              | Gast panellid      | 2010        | 2010        |
| Question Time                                                              | Gast panellid      | 2013        | 2013        |
| Question Time                                                              | Gast panellid      | 2015        | 2015        |
| Have I Got News for You                                                    | Gast panellid      | 2010        | 2014        |
| Have I Got News for You                                                    | Gast presentatrice | 2014        | 2020        |
| My Teenage Diary: Radio 4                                                  | Gast               | 2010        | 2010        |
| Frank Skinner's Opinionated                                                | Gast               | 2011        | 2011        |
| Would I Lie to You?                                                        | Gast               | 2011        | 2019        |
| QI                                                                         | Gast               | 2012        | heden       |
| Room 101                                                                   | Gast               | 2013        | 2013        |
| 8 out of 10 Cats                                                           | Gast               | 2013        | 2013        |
| Goodbye Television Centre                                                  | Presentatrice      | 2013        | 2013        |
| The Secret Life of Mary Poppins: A Culture Show Special                    | Presentatrice      | 2013        | 2013        |
| The Unbelievable Truth                                                     | Gast               | 2014        | 2014        |
| How To Be Bohemian With Victoria Coren Mitchell (3 afleveringen): BBC Four | Presentatrice      | 2015        | 2015        |
| The Great Sport Relief Bake Off                                            | Zichzelf           | 2016        | 2016        |
| Chain Reaction: Radio 4                                                    | Interviewer/gast   | 2016        | 2016        |
| Women Talking About Cars: Radio 4                                          | Presentatrice      | 2016        | heden       |
| Jon Richardson: Ultimate Worrier                                           | Gast panellid      | 2018        | 2018        |
| Hypothetical                                                               | Gast panellid      | 2019        | 2019        |
| Taskmaster                                                                 | Deelnemer          | 23 sep 2021 | 25 nov 2021 |

## Bron
- Dit artikel of een eerdere versie ervan is een (gedeeltelijke) vertaling van het artikel Victoria Coren Mitchell op de Engelstalige Wikipedia, dat onder de licentie Creative Commons Naamsvermelding/Gelijk delen valt. Zie de bewerkingsgeschiedenis aldaar.

- Bibsys: 8028149
- International Standard Name Identifier: 0000 0000 4688 6442
- Library of Congress Control Number: no2009005507
- MusicBrainz: d857a8b6-7742-4273-9e24-940260a01183
- Nationale Bibliotheek van Israël: 987007312999405171
- Nederlandse Thesaurus van Auteursnamen: 250588730
- Système universitaire de documentation: 135277833
- Virtual International Authority File: 4157149108458768780002